# Крюгер, Альфред
Альфред Джордж (Эй Джи) Крюгер третий (англ. Alfred George (A. G.) Kruger III; род. 18 февраля 1979, Шелдон) — американский легкоатлет, специалист по метанию молота. Выступал на профессиональном уровне в 2000-х и 2010-х годах, пятикратный чемпион США, участник трёх летних Олимпийских игр.

## Биография
Альфред Крюгер родился 18 февраля 1979 года в Шелдоне, штат Айова.
Во время учёбы в Колледже Морнингсайд в Су-Сити играл за местную команду в футбол и занимался лёгкой атлетикой. С 2002 года выступал на крупных студенческих соревнованиях в метании молота и диска, добился некоторых успехов в метании веса.
Благодаря череде успешных выступлений в 2004 году вошёл в состав американской сборной и удостоился права защищать честь страны на летних Олимпийских играх в Афинах — на предварительном квалификационном этапе метнул молот на 69,38 метра, чего оказалось недостаточно для выхода в финал.
В 2005 году среди прочего метал молот на чемпионате мира в Хельсинки, в финал не вышел.
В 2006 году впервые стал чемпионом США в метании молота, занял четвёртое место на Кубке мира в Афинах.
В 2007 году показал четвёртый результат на Панамериканских играх в Рио-де-Жанейро, выступил на чемпионате мира в Осаке.
Выиграв олимпийский квалификационный турнир в Юджине, в 2008 году благополучно прошёл отбор на Олимпийские игры в Пекине, где в программе метания молота с результатом 71,21 вновь не смог преодолеть предварительный квалификационный этап.
В 2009 году отметился выступлением на чемпионате мира в Берлине.
В 2010 году занял шестое место на впервые проводившемся Континентальном кубке IAAF в Сплите.
Принимал участие в Олимпийских играх 2012 года в Лондоне — в квалификации метнул молот на 72,13 метра, в финал не вышел.
В 2013 году выступил на чемпионате мира в Москве.
В 2015 году участвовал в чемпионате мира в Пекине.
Завершил спортивную карьеру по окончании сезона 2022 года.